# Iwate Galaxy Railway
La Iwate Galaxy Railway Co.,Ltd. (いわて銀河鉄道株式会社, Iwate Ginga Tetsudō Kabushiki-gaisha) (IGR) est une compagnie de transport de passagers qui exploite une ligne ferroviaire dans la préfecture d'Iwate au Japon. Son siège social se trouve dans la ville de Morioka. La préfecture d'Iwate est le principal actionnaire.

## Histoire
La compagnie a été fondée le 25 mai 2001.
Le 1er décembre 2002, à l'occasion du prolongement de la ligne Shinkansen Tōhoku à Hachinohe, la section de la ligne principale Tōhoku entre Morioka et Metoki est transférée de la JR East à la Iwate Galaxy Railway. La section devient la ligne Iwate Galaxy Railway.

## Ligne
La compagnie possède une seule ligne.
| Ligne                      | Nom japonais     | Terminus         | Longueur (km) | Gares |
| -------------------------- | ---------------- | ---------------- | ------------- | ----- |
| Ligne Iwate Galaxy Railway | いわて銀河鉄道線 | Morioka - Metoki | 82,0          | 18    |

## Materiel roulant

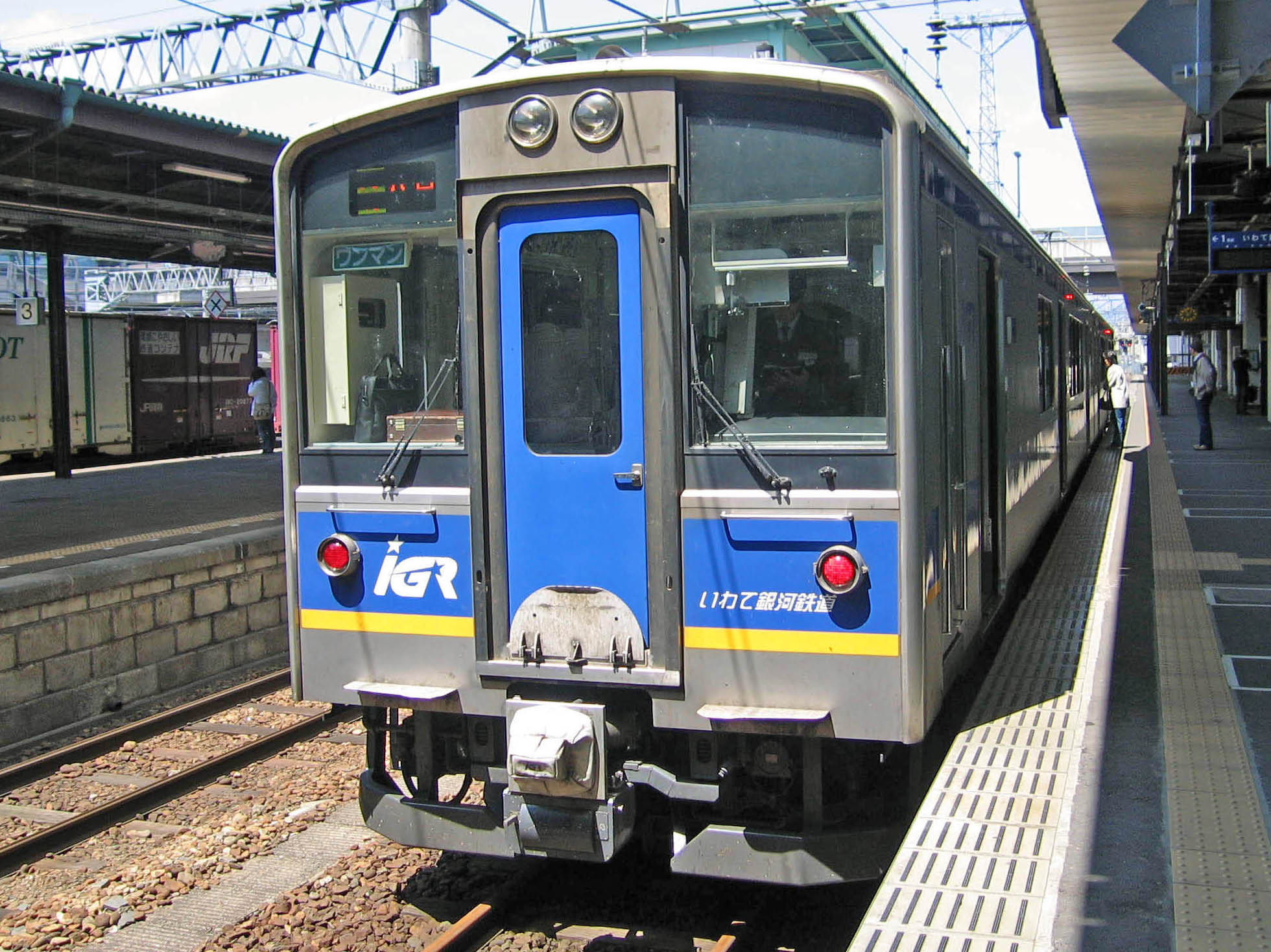
IGR série 7000

La compagnie utilise des trains de série 7000, anciennement série 701 de la JR East.